# Heike Hanagarth
Heike Hanagarth (* 11. April 1959 in Karlsruhe) ist eine deutsche Ingenieurin. Sie war Mitglied des Vorstands der Deutsche Bahn AG und der DB Mobility Logistics AG.
Am 22. Juli 2013 wurde sie zum Mitglied des Vorstands der Deutsche Bahn AG und der DB Mobility Logistics AG berufen. Sie übernahm diese Aufgabe zum 1. Dezember 2013. Sie legte mit Wirkung Ende Juli 2015 ihr Vorstandsmandat nieder. Sie war zuvor Leiterin der Motorenfertigung im BMW-Werk München.

## Berufsleben
Nach ihrem Maschinenbau-Studium in Karlsruhe promovierte sie 1989 über das Thema Auswirkung von Oberflächenbehandlungen auf das Ermüdungsverhalten von TiAl6V4 [TiAlV] und 42 CrMo 4 bei erhöhter Temperatur.
Sie begann ihre Karriere 1988 bei Daimler-Benz, als Assistentin der Werksleitung im Mannheimer Nutzfahrzeugmotoren-Werk. Sie arbeitete bis 1998 für Daimler-Benz.
1998 wurde sie bei MTU Friedrichshafen Leiterin der Motoren- und Aggregate-Montage. Aufgrund wachsender Stückzahlen wurde sie dort später mit der Neuorganisation des gesamten, 500 Mitarbeiter umfassenden Fertigungsprozesses beauftragt. Um 2000 war sie dort Hauptabteilungsleiterin für Montage, Prüfstände und Lackierung. Ab 2005 war sie in der MTU-Konzernzentrale für den Auf- und Ausbau des weltweiten Qualitäts- und Risikomanagements für die Motoren- und Gelenkproduktion verantwortlich. Ab 2007 verantwortete sie im Rahmen der Neuorganisation des Unternehmens und des Börsengangs den weltweiten Auf- und Ausbau des Qualitäts- und Risikomanagements der Tognum-Gruppe. Anschließend, mit Wirkung zum 1. März 2008, wurde sie Geschäftsführerin des Tognums-Geschäftsbereich Rotorion. 2009 war sie in dieser Funktion am Zusammenschluss von Rotorion und MTU beteiligt.
2011 übernahm sie die Leitung der BMW-Motorenfertigung in München. Hanagarth war Hauptabteilungsleiterin auf der dritten Führungsebene des Unternehmens und verantwortete 2000 Mitarbeiter (Stand: Juli 2013).

### Wechsel zur Deutschen Bahn
Bahnchef Rüdiger Grube habe den neu geschaffenen Vorstandsposten für Technik unbedingt mit einer Frau besetzen wollen. Ferner habe auch der Bund als Eigentümer der Deutschen Bahn auf eine Frau gedrängt. Nach eigenen Angaben habe Grube selbst im Internet nach möglichen Kandidatinnen gesucht.
Am 22. Juli 2013 beschloss der Aufsichtsrat der Deutschen Bahn AG auf einer Sondersitzung, Hanagarth für zunächst drei Jahre als Nachfolgerin von Volker Kefer als Vorständin für das Ressort Technik zu berufen. Der Personalausschuss des Aufsichtsrats hatte sich am 19. Juli 2013 für Hanagarth entschieden. Zur Wahl stand neben Hanagarth auch ein männlicher Kandidat.
Am 24. Juli 2013 wurde sie auf der Halbjahres-Pressekonferenz vorgestellt. Ihr Arbeitsvertrag mit BMW ließe den Dienstbeginn erst zum April 2014 zu. Die Deutsche Bahn und BMW verhandelten anschließend über einen vorzeitigen Wechsel.
Sie wurde schließlich auf der Aufsichtsratssitzung am 18. September 2013 formal ab 1. Dezember 2013 bis 30. November 2016 bestellt. Sie war damit der erste für Technik zuständige weibliche Vorstand eines deutschen Großunternehmens. Vier Jahre nach dem Ausscheiden von Margret Suckale war damit wieder eine Frau im Vorstand des Unternehmens.
Das Ressort Technik war verantwortlich für Einkauf, Qualität, Umwelt und Innovationen im DB-Konzern. Zu ihren Aufgaben zählten unter anderem, anhaltende Probleme mit Lieferverzögerungen für Fahrzeuge in den Griff zu bekommen.
Interne Kritiker bemängelten, Hanagarth fehle es an Sichtbarkeit und fragten nach dem Sinn des Ressorts. Sie sei mit dem Technikressort und den Konzernstrukturen nicht zurechtgekommen.
Am 15. Juli 2015 kündigte die Deutsche Bahn an, dass Hanagarth im Zuge einer Neuausrichtung des DB-Konzerns mit Wirkung Ende Juli 2015 ihr Vorstandsmandat niederlegen werde.

### Weiterer Werdegang
Hanagarth ist Senatorin der Helmholtz-Gemeinschaft Deutscher Forschungszentren für den Forschungsbereich „Luftfahrt, Raumfahrt und Verkehr“. Im Februar 2015 wurde sie in das Expertengremium des Hightech-Forums zur Umsetzung und Weiterentwicklung der Hightech-Strategie der Bundesregierung berufen.
Zum 1. Juli 2016 wurde sie in den Aufsichtsrat der Lanxess AG berufen.

## Sonstiges
- Sie ist verheiratet[6] und Mutter eines Sohnes.[1]
- Sie ist Mitglied des Kuratoriums des Bach-Archivs Leipzig[1]
- Zu ihren Hobbys zählen Musik und Malerei.[5]